# Bohayella subflavus
Bohayella subflavus är en stekelart som först beskrevs av Mao 1945.  Bohayella subflavus ingår i släktet Bohayella och familjen bracksteklar. Inga underarter finns listade.